# Seriema-de-perna-preta
Chunga burmeisteri, também conhecida como seriema-de-perna-preta ou seriema-preta, é uma das duas espécies vivas de seriemas na família Cariamidae. É endêmica da região do Chaco, no centro-sul da América do Sul, na Bolívia, Argentina e Paraguai. A seriema-de-perna-preta | estado_ref          = 
é uma ave muito distinta, com um bico curto e curvo e patas longas e poderosas. Os seus habitats naturais são florestas tropicais  ou subtropicais secas e matagais tropicais ou subtropicais secos.